# Blaesoxipha ignipes
Blaesoxipha ignipes är en tvåvingeart som först beskrevs av Henry J. Reinhard 1947.  Blaesoxipha ignipes ingår i släktet Blaesoxipha och familjen köttflugor.
Artens utbredningsområde är Texas. Inga underarter finns listade i Catalogue of Life.